# 花束 (北乃きいの曲)
「花束」（はなたば）は、北乃きいの2作目のシングル。、2010年8月11日にavex traxより発売された。

## 概要
表題曲の「花束」は日本テレビ系列『スッキリ!!』の8月度エンディングテーマ、カプコン ニンテンドーDS用ソフト「大神伝 〜小さき太陽〜」イメージソングとして起用されているほか、カップリングの『キセキ』は北乃が出演するジャンボカラオケ広場のCMソング、「思い出ありがとう」も同じく北乃が出演する京都きもの友禅のCMソングとして、収録曲すべてにタイアップがついている。
「花束」の作詞・作曲は小室哲哉。CD版とCD+DVD版に加え、初回生産限定のCD+PHOTO BOOK版とSCHOOL OF LOCK!特別盤がある。
2010年8月10日、川崎市のラゾーナ川崎で発売記念ライブを行った。

## 収録曲

### CD
1. 花束 [4:33]
作詞・作曲：小室哲哉、編曲：南俊介
2. キセキ [4:37]
作詞：leonn、作曲・編曲：齋藤真也
3. 思い出ありがとう [4:34]
作詞：小室哲哉、作曲：鈴木大輔、編曲：南俊介
4. 花束 - Instrumental -
5. キセキ - Instrumental -
6. 思い出ありがとう - Instrumental -
7. 花束 - acoustic version -
シークレットトラック扱い。

### CD（SCHOOL OF LOCK!特別盤）
1. 花束
2. キセキ
3. 思い出ありがとう
4. GIRLS LOCKS!“花束”Special Edition

校内新聞「SCHOOL OF LOCK! TIMES 花束特別号」封入

### DVD
1. 花束 - Music Clip -
2. Off Shot Clip

### Photo Book
1. オリジナル撮り下し フォトブックレット